# Donja Pološnica
Donja Pološnica (Servisch cyrillisch Доња Полошница) is een plaats in de Servische gemeente Kosjerić. De plaats telt 97 inwoners (2002).